# Listă de filme idol: C
Aceasta este o listă de filme idol în ordine alfabetică. Vedeți Listă de filme idol pentru lista principală.
| Film                                                                                           | An        | Regizor                                                                                              | Surse   |
| ---------------------------------------------------------------------------------------------- | --------- | --- | ------- |
| C'est Arrivé Près De Chez Vous (Man Bites Dog)                                                 | 1992      | Rémy Belvaux, André Bonzel and Benoît Poelvoorde                                                     | [ 1 ]   |
| Cabin Boy                                                                                      | 1994      | Adam Resnick                                                                                         | [ 2 ]   |
| The Cabinet of Dr. Caligari                                                                    | 1919      | Robert Wiene                                                                                         | [ 3 ]   |
| The Cable Guy                                                                                  | 1996      | Ben Stiller                                                                                          | [ 4 ]   |
| Caddyshack                                                                                     | 1980      | Harold Ramis                                                                                         | [ 5 ]   |
| Café Flesh                                                                                     | 1982      | Stephen Sayadian                                                                                     | [ 3 ]   |
| La Cage aux Folles                                                                             | 1978      | Édouard Molinaro                                                                                     | [ 6 ]   |
| Caged Heat                                                                                     | 1974      | Jonathan Demme                                                                                       | [ 6 ]   |
| Caligula                                                                                       | 1979      | Tinto Brass                                                                                          | [ 7 ]   |
| Calvaire                                                                                       | 2005      | Fabrice Du Welz                                                                                      | [ 8 ]   |
| Camping Cosmos                                                                                 | 1996      | Jan Bucquoy                                                                                          | [ 9 ]   |
| Captain Ron                                                                                    | 1992      | Thom Eberhardt                                                                                       | [ 10 ]  |
| Candy                                                                                          | 1968      | Christian Marquand                                                                                   | [ 11 ]  |
| The Candy Snatchers                                                                            | 1973      | Guerdon Trueblood                                                                                    | [ 12 ]  |
| Cannibal! The Musical                                                                          | 1993      | Trey Parker                                                                                          | [ 13 ]  |
| Cannibal Holocaust                                                                             | 1980      | Ruggero Deodato                                                                                      | [ 14 ]  |
| Can't Hardly Wait                                                                              | 1998      | Deborah Kaplan and Harry Elfont                                                                      | [ 15 ]  |
| Can't Stop the Music                                                                           | 1980      | Nancy Walker                                                                                         | [ 16 ]  |
| Captain Kronos – Vampire Hunter                                                                | 1974      | Brian Clemens                                                                                        | [ 17 ]  |
| Car Wash                                                                                       | 1976      | Michael Schultz                                                                                      | [ 18 ]  |
| Careful                                                                                        | 1992      | Guy Maddin                                                                                           | [ 19 ]  |
| Carlito's Way                                                                                  | 1993      | Brian De Palma                                                                                       | [ 20 ]  |
| Carnal Knowledge                                                                               | 1971      | Mike Nichols                                                                                         | [ 21 ]  |
| Carnival of Souls                                                                              | 1962      | Herk Harvey                                                                                          | [ 22 ]  |
| Carnosaur                                                                                      | 1993      | Adam Simon                                                                                           | [ 23 ]  |
| Carny                                                                                          | 1980      | Robert Kaylor                                                                                        | [ 24 ]  |
| Carrie                                                                                         | 1976      | Brian De Palma                                                                                       | [ 25 ]  |
| Carry On Nurse                                                                                 | 1959      | Gerald Thomas                                                                                        | [ 26 ]  |
| Casablanca                                                                                     | 1942      | Michael Curtiz                                                                                       | [ 27 ]  |
| Casino Royale                                                                                  | 1967      | Ken Hughes, John Huston, Joseph McGrath, Robert Parrish, Val Guest and Richard Talmadge (uncredited) | [ 28 ]  |
| Casse-tête Chinois (Chinese Puzzle)                                                            | 2013      | Cédric Klapisch                                                                                      | [ 29 ]  |
| Cat People                                                                                     | 1942      | Jacques Tourneur                                                                                     | [ 30 ]  |
| Catch-22                                                                                       | 1970      | Mike Nichols                                                                                         | [ 31 ]  |
| Cecil B. Demented                                                                              | 2000      | John Waters                                                                                          | [ 32 ]  |
| Cemetery Man                                                                                   | 1994      | Michele Soavi                                                                                        | [ 33 ]  |
| C'era Una Volta Il West (Once Upon A Time In The West)                                         | 1968      | Sergio Leone                                                                                         | [ 6 ]   |
| C'era Una Volta In America (Once Upon A Time In America)                                       | 1984      | Sergio Leone                                                                                         | [ 34 ]  |
| Cha Cha                                                                                        | 1979      | Herbert Curiël                                                                                       | [ 35 ]  |
| Chappaqua                                                                                      | 1967      | Conrad Rooks                                                                                         | [ 36 ]  |
| Chafed Elbows                                                                                  | 1966      | Robert Downey Sr.                                                                                    | [ 22 ]  |
| Ché? (also known as What?, Quoi?, Was? and Diary of Forbidden Dreams)                          | 1972      | Roman Polanski                                                                                       | [ 5 ]   |
| Chelsea Girls                                                                                  | 1966      | Andy Warhol and Paul Morrissey                                                                       | [ 37 ]  |
| Cherry 2000                                                                                    | 1987      | Steve De Jarnatt                                                                                     | [ 38 ]  |
| Un Chien Andalou                                                                               | 1929      | Luis Buñuel                                                                                          | [ 39 ]  |
| Children Shouldn't Play with Dead Things                                                       | 1972      | Bob Clark                                                                                            | [ 40 ]  |
| Child's Play                                                                                   | 1988      | Tom Holland                                                                                          | [ 41 ]  |
| Chilly Scenes of Winter                                                                        | 1979      | Joan Micklin Silver                                                                                  | [ 3 ]   |
| Chłopaki nie Płaczą (Boys Don't Cry)                                                           | 2000      | Olaf Lubaszenko                                                                                      | [ 42 ]  |
| Choose Me                                                                                      | 1984      | Alan Rudolph                                                                                         | [ 43 ]  |
| Chopping Mall                                                                                  | 1986      | Jim Wynorski                                                                                         | [ 44 ]  |
| Christmas Evil                                                                                 | 1980      | Lewis Jackson                                                                                        | [ 45 ]  |
| Christmas on Mars                                                                              | 2008      | Wayne Coyne                                                                                          | [ 46 ]  |
| Christiane F. - Wir Kinder vom Bahnhof Zoo (Christiane F. - We Children from Bahnhof Zoo)      | 1981      | Uli Edel                                                                                             | [ 47 ]  |
| A Christmas Story                                                                              | 1983      | Bob Clark                                                                                            | [ 48 ]  |
| The Chronicles of Riddick: Pitch Black (also known as Pitch Black)                             | 2000      | David Twohy                                                                                          | [ 49 ]  |
| Chuck and Buck                                                                                 | 2000      | Miguel Arteta                                                                                        | [ 50 ]  |
| C.H.U.D.                                                                                       | 1984      | Douglas Cheek                                                                                        | [ 51 ]  |
| Chungking Express                                                                              | 1994      | Wong Kar-wai                                                                                         | [ 52 ]  |
| Cidade de Deus (City of God)                                                                   | 2002      | Fernando Meirelles, Kátia Lund                                                                       | [ 53 ]  |
| Circuitry Man                                                                                  | 1990      | Steven Lovy                                                                                          | [ 54 ]  |
| Cisco Pike                                                                                     | 1972      | Bill L. Norton                                                                                       | [ 55 ]  |
| La Cité de la peur                                                                             | 1994      | Alain Berbérian                                                                                      | [ 56 ]  |
| La Cité des Enfants Perdus (The City of Lost Children)                                         | 1995      | Jean-Pierre Jeunet and Marc Caro                                                                     | [ 57 ]  |
| Clash of the Titans                                                                            | 1981      | Desmond Davis                                                                                        | [ 58 ]  |
| Class of 1984                                                                                  | 1982      | Mark L. Lester                                                                                       | [ 59 ]  |
| Class of Nuke 'Em High                                                                         | 1986      | Richard W. Haines, Michael Herz, and Lloyd Kaufman (as Samuel Weil)                                  | [ 60 ]  |
| La Classe américaine (also known as Le Grand Détournement)                                     | 1993      | Michel Hazanavicius and Dominique Mézerette                                                          | [ 61 ]  |
| Clerks Clerks II                                                                               | 1994 2006 | Kevin Smith                                                                                          | [ 62 ]  |
| Cloud Atlas                                                                                    | 2012      | The Wachowskis and Tom Tykwer                                                                        | [ 63 ]  |
| Cloverfield                                                                                    | 2008      | Matt Reeves                                                                                          |         |
| Clue                                                                                           | 1985      | Jonathan Lynn                                                                                        | [ 64 ]  |
| Clueless                                                                                       | 1995      | Amy Heckerling                                                                                       | [ 65 ]  |
| Co Mi Zrobisz, Jak Mnie Złapiesz? (What Will You Do When You Catch Me?)                        | 1978      | Stanisław Bareja                                                                                     | [ 66 ]  |
| Cobra                                                                                          | 1986      | George P. Cosmatos                                                                                   | [ 67 ]  |
| Cocaine Cowboys                                                                                | 1979      | Ulli Lommel                                                                                          | [ 68 ]  |
| Cocaine Cowboys                                                                                | 2006      | Billy Corben                                                                                         | [ 69 ]  |
| Cocksucker Blues                                                                               | 1972      | Robert Frank                                                                                         | [ 70 ]  |
| Code of Silence                                                                                | 1985      | Andrew Davis                                                                                         | [ 71 ]  |
| Code Unknown                                                                                   | 2000      | Michael Haneke                                                                                       | [ 72 ]  |
| Coffy                                                                                          | 1973      | Jack Hill                                                                                            | [ 73 ]  |
| The Color of Pomegranates                                                                      | 1969      | Sergei Parajanov                                                                                     | [ 74 ]  |
| Colossus: The Forbin Project                                                                   | 1970      | Joseph Sargent                                                                                       | [ 75 ]  |
| Combat Shock                                                                                   | 1986      | Buddy Giovinazzo                                                                                     | [ 76 ]  |
| Comic Book Confidential                                                                        | 1988      | Ron Mann                                                                                             | [ 77 ]  |
| Coming Out                                                                                     | 1989      | Heiner Carow                                                                                         | [ 78 ]  |
| Commando                                                                                       | 1985      | Mark L. Lester                                                                                       | [ 79 ]  |
| Comment Je Me Suis Disputé... (Ma Vie Sexuelle) (My Sex Life... or How I Got into an Argument) | 1996      | Arnaud Desplechin                                                                                    | [ 80 ]  |
| The Company of Wolves                                                                          | 1984      | Neil Jordan                                                                                          | [ 81 ]  |
| Con Air                                                                                        | 1997      | Simon West                                                                                           | [ 82 ]  |
| Conan the Barbarian                                                                            | 1982      | John Milius                                                                                          | [ 83 ]  |
| Condorman                                                                                      | 1981      | Charles Jarrott                                                                                      | [ 84 ]  |
| Control                                                                                        | 2007      | Anton Corbijn                                                                                        | [ 70 ]  |
| The Cook, the Thief, His Wife & Her Lover                                                      | 1989      | Peter Greenaway                                                                                      | [ 85 ]  |
| Cool World                                                                                     | 1992      | Ralph Bakshi                                                                                         | [ 86 ]  |
| Coonskin                                                                                       | 1975      | Ralph Bakshi                                                                                         | [ 87 ]  |
| Copkiller (also known as Corrupt and The Order of Death)                                       | 1983      | Roberto Faenza                                                                                       | [ 88 ]  |
| Corridors of Blood                                                                             | 1958      | Robert Day                                                                                           | [ 22 ]  |
| Coup de Torchon                                                                                | 1981      | Bertrand Tavernier                                                                                   | [ 89 ]  |
| Cracking Up                                                                                    | 1983      | Jerry Lewis                                                                                          | [ 90 ]  |
| The Craft                                                                                      | 1996      | Andrew Fleming                                                                                       | [ 91 ]  |
| Crash                                                                                          | 1996      | David Cronenberg                                                                                     | [ 92 ]  |
| Creature from the Black Lagoon                                                                 | 1953      | Jack Arnold                                                                                          | [ 93 ]  |
| Creature from the Haunted Sea                                                                  | 1961      | Roger Corman                                                                                         | [ 94 ]  |
| The Creeping Terror                                                                            | 1964      | Vic Savage                                                                                           | [ 95 ]  |
| Creepshow                                                                                      | 1982      | George A. Romero                                                                                     | [ 96 ]  |
| Crimi Clowns: De Movie (Crimi Clowns: The Movie)                                               | 2013      | Luk Wyns                                                                                             | [ 97 ]  |
| Criminals Gone Wild                                                                            | 2007      | Ousala Aleem                                                                                         | [ 98 ]  |
| Cronos                                                                                         | 1993      | Guillermo del Toro                                                                                   | [ 22 ]  |
| The Crow                                                                                       | 1994      | Alex Proyas                                                                                          | [ 99 ]  |
| Cruising                                                                                       | 1980      | William Friedkin                                                                                     | [ 100 ] |
| Crumb                                                                                          | 1994      | Terry Zwigoff                                                                                        | [ 22 ]  |
| Cry-Baby                                                                                       | 1990      | John Waters                                                                                          | [ 101 ] |
| Cube                                                                                           | 1997      | Vincenzo Natali                                                                                      | [ 102 ] |
| A Cure for Wellness                                                                            | 2016      | Gore Verbinski                                                                                       | [ 103 ] |
| The Curse of Frankenstein                                                                      | 1957      | Terence Fisher                                                                                       | [ 104 ] |
| Cutter's Way                                                                                   | 1981      | Ivan Passer                                                                                          | [ 43 ]  |